# Die Seer
Die Seer (или Seer) — австрийская поп-группа, исполняющая шлягеры. Основана в 1996 году музыкальным продюсером Альфредом Якличом в общине Грундльзе (земля Штирия) после распада группы Joy.
Альбомы группы занимали 1-е места в чарте Австрии, в 2003 году они стали лауреатами премии Amadeus в номинации «Группа поп/рок» (2003) и «Шлягер» (2009).

## История
В 1995 году, до официального основания, проект выпустил 100 макси-синглов собственного производства. Дебютным альбомом в 1996 году стал «Über'n See».
Альбом Junischnee 2002 года занимал первую строчку чарта Австрии в течение 112 недель, в общей сложности продавшись тиражом более 90 000 копий и получив трижды платиновый статус. В 2007 году альбом «1 Tag» получил платиновый статус в Австрии.
В 2003 году группа победила на премии Amadeus в номинации «Группа поп/рок», в 2009 году — в номинации «Шлягер».

## Участники
- Альфред Яклич[нем.] — вокал, гитара.
- Астрид Виртенбергер — вокал.
- Сесси Хольцингер — вокал.
- Вольфганг Люкнер — барабаны.
- Юрген Лайтнер — штирийский аккордеон

## Дискография

### Альбомы
| Год  | Альбом                      | Пиковая позиция |
| Год  | Альбом                      | AUT             |
| ---- | --------------------------- | --------------- |
| 1996 | Über’n See                  |                 |
| 1998 | Auf + der Gams nach         |                 |
| 1999 | Baff!                       |                 |
| 2000 | Baff!                       |                 |
| 2001 | Guats G’fühl                | 26              |
| 2001 | Junischnee                  | 2               |
| 2003 | Aufwind                     | 2               |
| 2004 | Über’n Berg                 | 1               |
| 2004 | Lebensbaum (with Baumsamen) | 2               |
| 2006 | S’ Beste! (Double-CD)       | 4               |
| 2006 | 1 Tog                       | 1               |
| 2009 | Hoffen, glauben, liab’n     | 1               |
| 2010 | Wohlfühlgfühl               | 1               |
| 2012 | Grundlsee                   | 1               |
| 2013 | Dahoam                      | 1               |
| 2014 | Echt seerisch               | 1               |
| 2015 | Fesch                       | 1               |
| 2015 | Weihnacht                   | 4               |
| 2016 | Duette... bei uns dahoam!   | 2               |
| 2017 | Des olls is Hoamat          | 1               |
| 2019 | Analog                      | 1               |
| 2022 | Ring im See                 | 2               |
| 2022 | Stad                        | 1               |

Сборники
- 2002 — Das Beste (Wild’s Wasser)
- 2003 — Das Beste 2
- 2006 — Seerisch – Ihre größten Stimmungshits
- 2016 — 20 Jahre – Nur das Beste!

Концертные альбомы
| Год  | Альбом                                         | Пиковая позиция |
| Год  | Альбом                                         | AUT             |
| ---- | ---------------------------------------------- | --------------- |
| 2008 | Live! – 10 Jahre Open Air Grundlsee (also DVD) | 3               |
| 2014 | Seer Jubiläums Open Air 2014                   | 1               |

Специальные релизы
- 2001 — Gold (Double-CD Über’n See/Auf und der Gams nach)
- 2003 — Gold Vol. 2 (Double-CD Baff!/Gössl)
- 2004 — Über’n Berg (Limited Edition and bonus online song "I vermiß di")
- 2006 — CD-Box Das Beste (albumsDas Beste/Das Beste 2/Das Beste 3)
- 2007 — Junischnee Limited Edition of original and bonus tracks)
- 2007 — Aufwind – Limited Edition of original and bonus tracks)

### Видео
- 2005 — Über’n Berg
- 2008 — Live! – 10 Jahre Open Air Grundlsee

### Макси-CD
- 1995 — Jodlertrance
- 1997 — Fix auf da Alm
- 1997 — Iß mit mir
- 1997 — Hey! Schäfer
- 1998 — Kirtog
- 1999 — A Wetta is immer und überall
- 2003 — Es braucht 2
- 2005 — Sun, Wind + Regen

### Синглы-CD
| Год  | Сингл                        | Пиковая по |
| Год  | Сингл                        | AUT        |
| ---- | ---------------------------- | ---------- |
| 1999 | "Wild’s Wasser"              |            |
| 2000 | "Koane 10 Rösser"            |            |
| 2000 | "Sumaregn"                   |            |
| 2000 | "Schene Weihnacht"           |            |
| 2001 | "Amerika gibt’s nit"         |            |
| 2001 | "2 ½ Sekunden"               |            |
| 2002 | "Eiskristall"                | 22         |
| 2003 | "Es braucht 2"               | 13         |
| 2005 | "Eiskristall (2005 Version)" | 22         |
| 2005 | "Sun, Wind + Regen"          | 3          |
| 2013 | "Hoamatgfühl"                | 37         |
| 2013 | "Wild's Wåsser" (rerelease)  | 40         |